# 尚洋信德
尚洋信德，全称为北京尚洋信德信息技术股份有限公司，过去曾用名北京尚洋电子技术有限公司和中青旅尚洋电子技术有限公司，是中国大陆一家專注於系统集成服務的資訊科技公司，曾經是中國大陸保險業界最大的系统集成及應用程序服務商。1997年到2000年期間曾成立遊戲製作部門。

## 历史

### 資訊科技業務
尚洋信德成立於1994年，原名「北京尚洋电子技术有限公司」，簡稱「尚洋电子」，1998年接受中青旅3000萬人民幣的投資，改名「中青旅尚洋电子技术有限公司」，中青旅控股60%，2006年改名為「北京尚洋信德信息技术股份有限公司」。尚洋信德是中國大陸專注系统集成和應用程序開發的資訊科技企業，早期客戶為保險、銀行和政府，之後業務集中於中國人壽、人保財險等大型保險公司。2003年，尚洋信德成為中國大陸保險業界最大的系统集成及應用程序服務商，與中科软和易保平分中國大陸保險業資訊科技市場，並且在核心系統的領域處於領先地位。2004年尚洋信德調整了發展戰略，放棄爭奪市場份額，將業務重心放在核心系統和商業智能的開發上。2005年，尚洋信德開發的「PICC综合数据信息系统」在2005中国国际商业智能大会上評選為七个「最佳成功案例」之一，是當時唯一一個在保險行業實施的獲獎案例。2008年其「保监会信息集成系统项目」入選當年科技部的「国家火炬计划」名單。該年底，公司業務量達到2.5億人民幣。
2003年，中青旅使用關聯公司「中青创益投资管理有限公司」收購尚洋信德60%控股，套取資金建設中青旅大厦。2009年4月，东南融通宣佈收購尚洋信德，完成收購的东南融通藉此成為中國大陸第二大保險資訊科技服務供應商，尚洋信德僅保留品牌和骨幹成員，相關開發人員併入东南融通。2011年4月26日，做空機構香橼研究質疑東南融通財務造假，東南融通股價暴跌，8月17日退出美國粉紅單交易市場，東南融通旗下的員工被文思、柯莱特、三泰电子等公司搶奪。2016年8月25日，尚洋信德决议解散。

### 電子遊戲業務
1995年，吳剛加入北京尚洋电子技术有限公司任市場部經理，當時尚洋電子有興趣成立一家多媒體電子出版物的子公司，並委派吳剛進行市場調研。調研之後，吳剛認為娛樂類軟件有更多商業機會，於是建議公司成立遊戲軟件子公司。1996年《中国可以说不》、中日钓鱼岛事件、光荣四君子事件等原因造成中国大陆内的民族情绪高涨。當時吳剛任子公司的總經理，構思出以中國人反抗帝國主義入侵為題材的《血狮：保卫中国》。遊戲於1997年1月立項，計劃於3月23日上市，最後推遲到4月27日正式销售。遊戲發售首日，預先準備的两万套遊戲光盘全部售出。由于尚洋电子没有制作游戏的经验，过分低估游戏開發难度，加上原主程序员突然离职等原因，造成游戏中的BUG众多、游戏性极差等问题。當時《血狮》在《大众软件》的宣傳標語是“全面超越《命令与征服》”、“耗资百万、倾力制作、场面宏大、国内典范”，和遊戲中的低畫質、糟糕的士兵人工智能和不合理的建築比例等表現呈嚴重反比，《血狮》遭受不少玩家的批评，也大大打擊中國大陸國內玩家對國產遊戲的信心。遊戲銷量一度達到4萬套，扣除被退回的产品，《血狮》销售量最终达到1万8千套。《血狮》的開發後期，尚洋電子也啟動了新項目《烈火文明》的開發。吳剛為了挽回《血獅》造成的負面評價，給《烈火文明》定下了較高的目標，遊戲定位是一個3D遊戲，但是開發團隊30人中沒有人有相關開發經驗。吳剛還與英特尔合作，讓遊戲支持當時奔騰III處理器，導致遊戲開發難度不斷提高，開發一再失敗，加上預算失控，開發團隊一度解散。
1998年9月，尚洋電子收購了原属于前导软件的瞬间工作室，並讓瞬間工作室加入到《烈火文明》的開發中。當時尚洋的《烈火文明》團隊只剩下三個美術，兩個策劃，沒有一個程序，開發進度也嚴重拖期。在瞬間工作室的努力下，遊戲在10月完成了遊戲演示。原定遊戲於1999年春節發售，吳剛和公司高層據理力爭，為了避免再現《血獅》的情況，遊戲發行日期延期到4月份，之後又延期至6月。4月24日，尚洋電子向玩家發佈了2500份《烈火文明》征求意见版，向玩家收集意見，並表示遊戲還需要繼續打磨。9月25日，《烈火文明》正式發售。由於尚洋電子和英特尔與超微半导体的合作，《烈火文明》適配當時最新的奔騰III處理器和K7處理器，導致大量用戶由於遊戲配置不足無法流暢運行遊戲，發售後遊戲反響平平，吳剛也因此離開了尚洋電子，加入中国旅游资讯网。同年尚洋電子也嘗試遊戲發行業務，發行逆火開發的《世纪战略》。
吳剛離開尚洋電子之後，尚洋的遊戲開發部門分拆成兩個小組，一個是原瞬間工作室為基礎繼續開發遊戲，另一個是負責製作多媒體產品。這個時期新遊戲部門負責人定下的戰略是開發投入少，週期短的作品，2000年初瞬間工作室推出了賀歲遊戲《快活神仙》。同年4月6日，尚洋电子的内部会议上，总经理沈习武正式宣布，尚洋电子将退出电子游戏制作业。相關部門隨即解散，遊戲開發部門的人員全部離開尚洋電子。

## 開發游戏
- 《血狮》（1997年）
- 《烈火文明》（1999年）
- 《快活神仙》（2000年）

## 發行遊戲
- 《世纪战略》（1999年）

## 外部連結
- 官方网站